# Бюльбюль-білохвіст нігерійський
Бюльбю́ль-білохвіст нігерійський (Baeopogon indicator) — вид горобцеподібних птахів родини бюльбюлевих (Pycnonotidae). Мешкає в Західній і Центральній Африці.

## Опис
Довжина птаха становить 19 см. Самці важать 44-52 г, самиці важать 40-48 г. У самців номінативного підвиду тім'я, потилиця і верхня частина тіла зеленувато-оливкові, тім'я дещо темніше, потилиця має сірий відтінок. Горло сіре, груди і боки темно-оливково-сірі, нижня частина грудей, живіт і гузка кремово-жовті. Райдужки білі, кремові або сіруваті. Дзьоб чорний або темно-сірий, лапи сірі.

## Підвиди
Виділяють два підвиди:
- B. i. leucurus (Cassin, 1855) — поширений від Сьєрра-Леоне до Того;
- B. i. indicator (Verreaux, J & Verreaux, É, 1855) — поширений від Нігерії до Південного Судану, західної Кенії, крайньої північно-західної Замбії і північної Анголи.

## Поширення і екологія
Нігерійські бюльбюлі-білохвости живуть в рівнинних і гірських тропічних лісах, на полях і плантаціях. Живляться дрібними плодами, комахами та іншими безхребетними.